# Villa Vauban

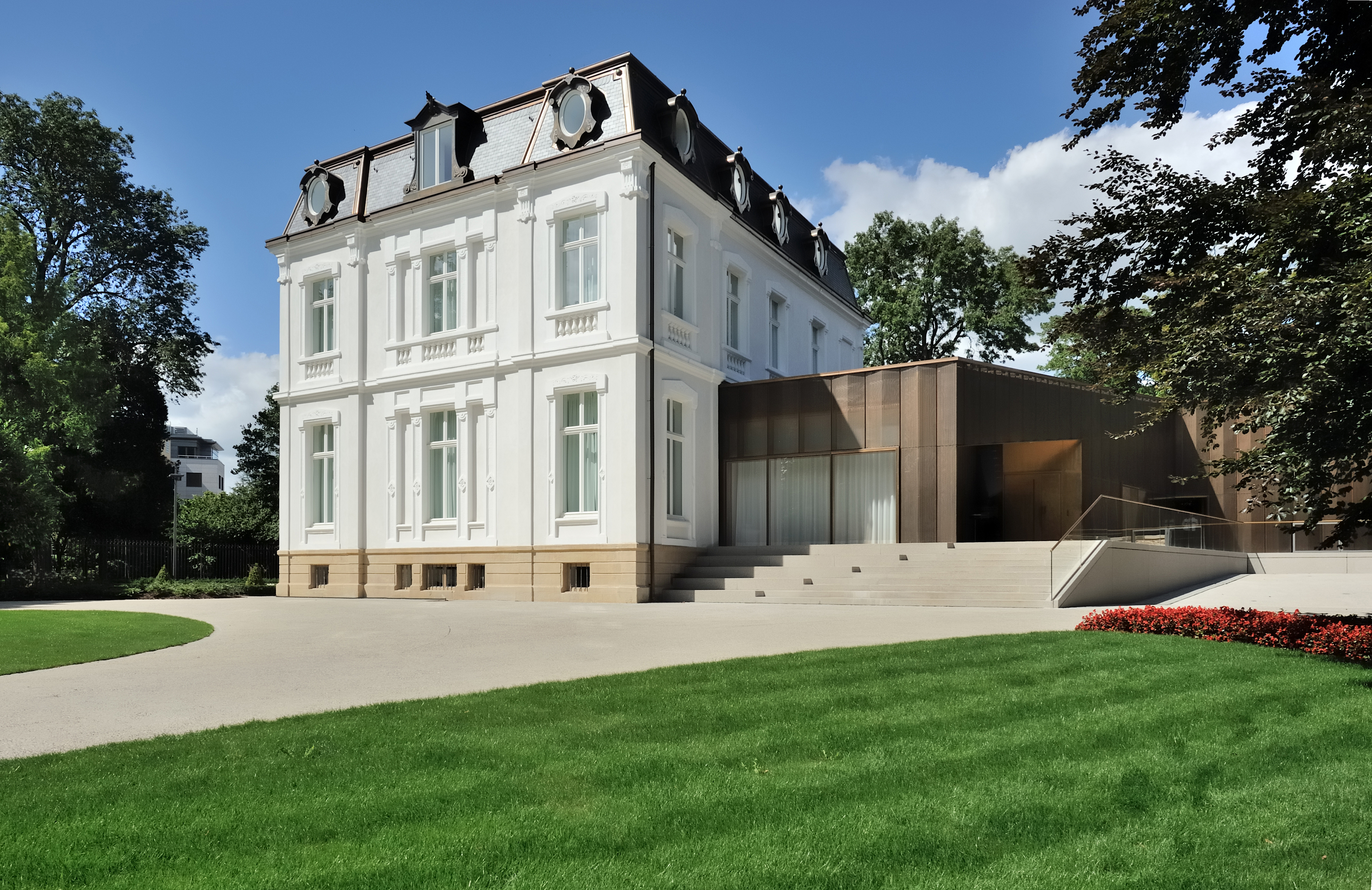
La Villa Vauban.

La Villa Vauban est un musée d'art situé à Luxembourg-Ville. Il expose des peintures des XVIIIe et XIXe siècles acquises dans des collections privées. 

## Informations générales
Construite en 1873 comme résidence privée, la villa doit son nom à un fort construit sur le même site par Sébastien Le Prestre de Vauban (1633-1707) dans le cadre des défenses de la ville. Une section de l'ancien mur de la forteresse peut être vue dans le sous-sol du musée. Des travaux de rénovation ont été entrepris et achevés en 2010. Grâce à son revêtement en cuivre perforé, l'extension a reçu le TECO Architecture Award en 2010.  Le musée est situé dans un parc aménagé par l'architecte paysagiste français Édouard André (1840–1911),,.   

## Histoire
Conçue par l'architecte de la ville Jean-François Eydt, la résidence est construite par un fabricant de gants alsacien, Gabriel Mayer, dans un style classique du XIXe siècle avec une façade néoclassique. Il est situé sur un grand terrain devenu disponible après la démolition des fortifications de la ville, offrant de la place pour la résidence, ses écuries, et un vaste jardin à la française. En 1874, la villa est acquise par l'aciériste Charles Joseph de Gargan avant d'être vendue à l'industriel Norbert Le Gallais en 1912. La ville de Luxembourg achète la villa en 1949 et l'adapte à la location pour la Cour de justice de la CECA. En 1959, la villa est à nouveau reconvertie pour accueillir les collections d'art. Le Grand-Duc Jean et la Grande Duchesse Joséphine Charlotte y ont vécu de 1991 à 1995 lors des travaux de rénovation du Palais grand-ducal.  

## Collections

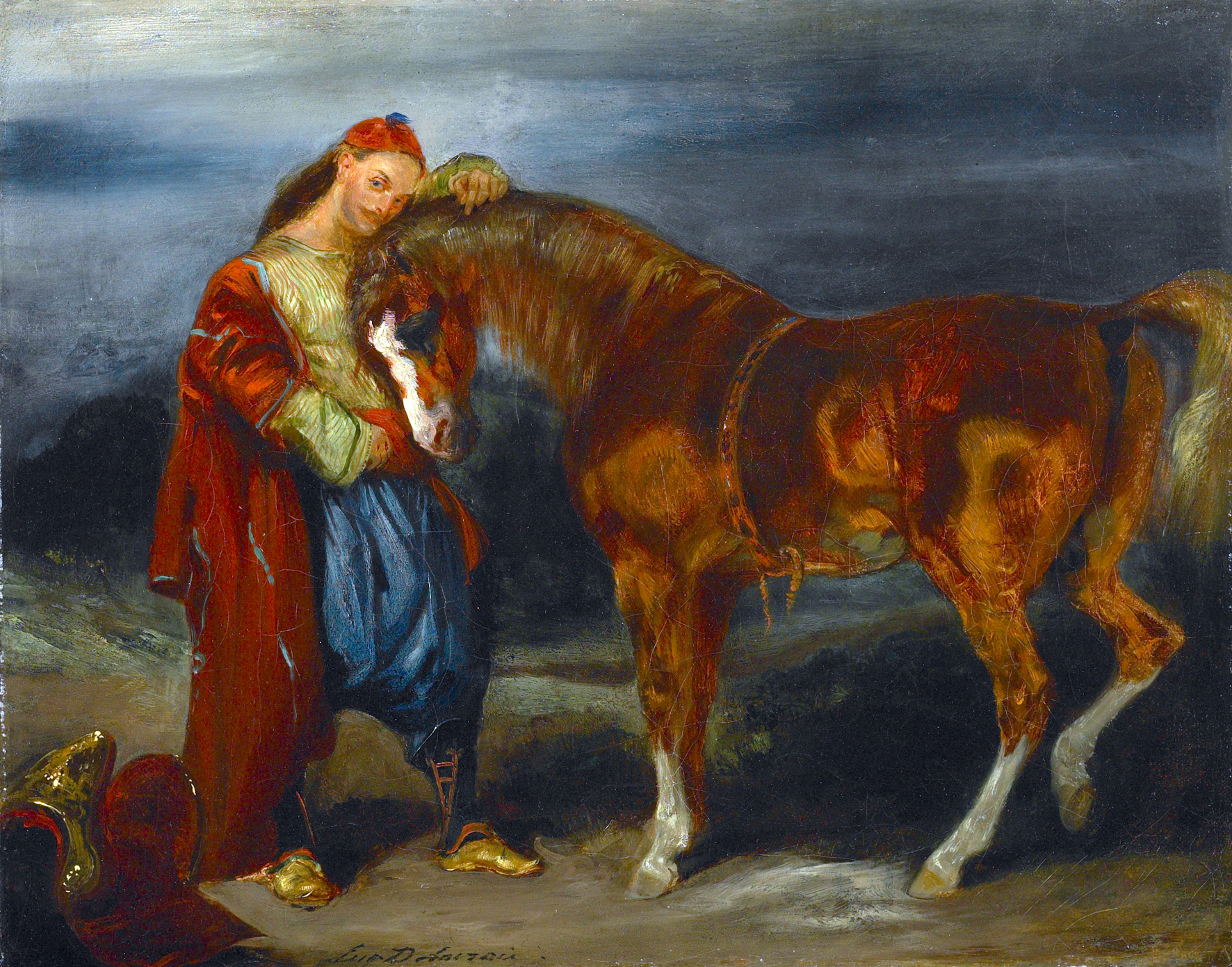
Jeune turc caressant son cheval
Eugène Delacroix

Les œuvres exposées à la Villa Vauban faisaient à l'origine partie de trois collections distinctes, toutes léguées à la ville.
La premier est celle de Jean-Pierre Pescatore (1793–1855), riche banquier parisien. Elle se compose principalement de peintures hollandaises du XVIIe siècle, d'œuvres françaises contemporaines, ainsi que de sculptures et de dessins. La seconde, constitué principalement d'art du XIXe siècle, provient de Leo Lippmann (1808–1883), banquier et consul général du Luxembourg à Amsterdam.
La troisième collection, qui appartenait autrefois au pharmacien Jodoc Frédéric Hochhertz, comprend des peintures d'histoire, des natures mortes et des portraits du XVIIIe siècle. Parmi les artistes hollandais exposés se trouvent Cornelis Bega, Gérard Dou et Jan Steen.
Eugène Delacroix, Jean-Louis-Ernest Meissonier et Jules Dupré font partie des artistes français du XIXe siècle exposés.